# Les Sentiers de Claye-Souilly
Les Sentiers de Claye-Souilly est un centre commercial français situé à Claye-Souilly en Seine-et-Marne.

## Histoire
Le centre commercial initial a ouvert ses portes en 1972 avec près de 80 enseignes, il dispose d'un hypermarché Carrefour. Une opération de rénovation et de modernisation effectuée en 2012 a créé une nouvelle allée commerciale, soit 13 000 m² de surface supplémentaire et une cinquantaine de nouvelles boutiques. L'extension du centre a été certifiée BREEAM « Very Good ».